# Oscar Ortiz (Fußballspieler)
Oscar Alberto Ortiz (* 8. April 1953 in Chacabuco) ist ein ehemaliger argentinischer Fußballspieler, der mit der Nationalmannschaft seines Heimatlandes an der Fußball-Weltmeisterschaft 1978 teilnahm und dort den Titel gewann.

## Karriere

### Vereinskarriere
Oscar Ortiz begann seine fußballerische Laufbahn im Jahre 1971 bei CA San Lorenzo de Almagro in Buenos Aires, der Hauptstadt Argentiniens. Dort spielten zur damaligen Zeit auch andere argentinische Fußballgrößen wie Rubén Ayala, Jorge Olguín oder Ricardo La Volpe. Mit CA San Lorenzo gewann Oscar Ortiz insgesamt drei argentinische Meisterschaften, die Saison 1972 (Nacional) beendete man sogar ohne eine einzige Niederlage. Im gleichen Jahr gewann San Lorenzo de Almagro auch die Metropolitano-Saison, wo man Platz eins mit sechs Punkten Vorsprung vor Racing Club Avellaneda belegte. Den Titel im Nacional sicherte man sich dann im Endspiel durch ein 1:0 gegen River Plate. Seine dritte Meisterschaft mit dem Verein, der seine Heimspiele im Estadio El Gasómetro austrägt, holte Oscar Ortiz 1974 im Nacional, als man mit einem Punkt Vorsprung vor Rosario Central Erster wurde. Nach fünf Jahren bei CA San Lorenzo de Almagro wechselte Oscar Ortiz nach Brasilien zu Grêmio Porto Alegre, um den Verein nach nur einer Saison und einer als Stürmer enorm schlechten Torquoten von keinem Tor in 19 Spielen wieder zu verlassen. Nun ging Ortiz zu CA River Plate, dem Nobelverein aus Buenos Aires. Dort spielte er zusammen unter anderem mit Leopoldo Luque, Ubaldo Fillol und Daniel Passarella und gewann mit River Plate in vier Jahren fünf Titel, und zwar Metropolitano 1977, 1979 und 1980 und Nacional 1979 und 1981. In letzterem Jahr verließ Oscar Ortiz CA River Plate und schloss sich dem Stadtrivalen CA Huracán an, von wo aus er nach einer weiteren Saison zu CA Independiente wechselte und dort 1983 seine fußballerische Karriere beendete, mit Independiente in seiner letzten Saison aber noch einmal eine Meisterschaft gewann.

### Nationalmannschaft
In der argentinischen Fußballnationalmannschaft brachte es Oscar Ortiz zwischen 1975 und 1979 zu 23 Einsätzen, in denen ihm drei Tore gelangen. Mit der Nationalmannschaft seines Heimatlandes nahm Ortiz an der Fußball-Weltmeisterschaft 1978 im eigenen Land teil. Im Team von Trainer César Luis Menotti kam Ortiz in sechs Spielen der Argentinier zum Einsatz, ihm gelang jedoch kein Torerfolg. Das einzige Spiel, bei dem Oscar Ortiz nicht eingesetzt wurde, war das erste Spiel der Argentinier, das 2:1 gegen Ungarn. In den weiteren Spielen, zunächst in der Gruppenphase beim 2:1 gegen Frankreich und beim 0:1 gegen Italien sowie in der Finalrunde bei den Siegen über Polen (2:0) und Peru (6:0) und beim Unentschieden gegen Brasilien (0:0) wurde er von Menotti eingesetzt. Auch im Endspiel im Estadio Monumental, dem Stadion seines damaligen Vereins River Plate, gegen die Niederlande stand Oscar Ortiz in der argentinischen Startformation, wurde jedoch in der 74. Spielminute beim Stand von 1:0 für seine Mannschaft durch René Houseman ersetzt. Am Ende siegte Argentinien mit 3:1 nach Verlängerung, nachdem die Niederlande kurz vor Ende der regulären Spielzeit noch zum Ausgleich gekommen waren. Ein Jahr darauf absolvierte Oscar Ortiz sein letztes Länderspiel.